# Ranunculus lunaris
Ranunculus lunaris är en ranunkelväxtart som beskrevs av T. Brodtbeck. Ranunculus lunaris ingår i släktet ranunkler, och familjen ranunkelväxter. Inga underarter finns listade i Catalogue of Life.